# Магасумова Багія Магасумівна
Багія Магасумівна Магасумова (башк. Бәһиә Мәғәсүм ҡыҙы Мәғәсүмова; 1913—1995) — башкирська радянська педагог-методистка. Кандидат філологічних наук (1948).

## Біографія
Магасумова Багія Магасумівна народилася 17 січня 1913 року в селі Москово (нині — Дюртюлінський район Республіки Башкортостан). За національністю — башкирка.
У 1935 році закінчила Башкирський державний педагогічний інститут імені Климента Тімірязєва.
З 1935 року працювала у Башкирському державному педагогічному інституті імені К. Тімірязєва.
З 1936 року інструктором Башкирського обласного комітету ВЛКСМ.
8 жовтня 1938 року була репресована. Реабілітована 28 січня 1939 року.
З 1939 року працювала викладачем в Уфимському дошкільному педагогічному училищі.
У 1941—1944 роках викладала в Башкирському інституті удосконалення вчителів.
У 1948—1978 роках працювала викладачкою в Башкирському державному педагогічному інституті імені К. Тімірязєва (з 1957 року — Башкирський державний університет).
Багія Магасумова є співавтором підручників та навчально-методичних посібників з башкирської літератури для 4-7‑х класів.

## Наукові праці
- Изучение биографии и произведений Мажита Гафури в V—VII классах башкирской школы: Автореферат дис. на соискание учен. степени кандидата пед. наук / Акад. пед. наук РСФСР. Науч.-исслед. ин-т методов обучения. — Москва, 1954.
- Книга для внеклассного чтения: Для VI кл. / Б. М. Магасумова, С. Х. Зайлалова. — 3-е изд. — Уфа: Башк. кн. изд-во, 1983. — 174 с.
- Методическое руководство к учебнику «Родная литература» для 4 класса / Б. М. Магасумова, С. Х. Зайлалова. — 3-е изд., испр. — Уфа: Башк. кн. изд-во, 1985. — 112 с.
- Родная литература: Для 4-го кл. / Б. М. Магасумова и др. — 11-е изд. — Уфа: Башк. кн. изд-во, 1988. — 260 с.
- Родная литература: Учебник-хрестоматия для 5-го кл. / Б. М. Магасумова, С. Х. Зайлалова, К. А. Ахметьянов, А. М. Сулейманов. — 8-е изд., испр. — Уфа: Башк. кн. изд-во. — 271 с.

## Нагороди
- Орден Трудового Червоного Прапора (1971)
- Медаль «Ветеран праці» (1987)[2]